# La Rose messagère
Pour plus de détails, voir Fiche technique et Distribution.
La Rose messagère (titre original : Should a Woman Tell?) est un film muet américain réalisé par John Ince, sorti en 1919.

## Synopsis
Une fille du village, lors d'une visite à Boston, est attirée par un homme là-bas, puis retourne chez elle avec un sentiment de culpabilité et de honte. Un jeune homme qui avait déjà demandé sa main revient après plusieurs années passées en Europe et réitère sa requête. Elle répond à son amour et accepte de l'épouser, mais a du mal à lui dire la vérité sur sa mauvaise aventure. Quand elle y parvient enfin, la réaction du jeune homme semble destiner le couple à la tragédie.

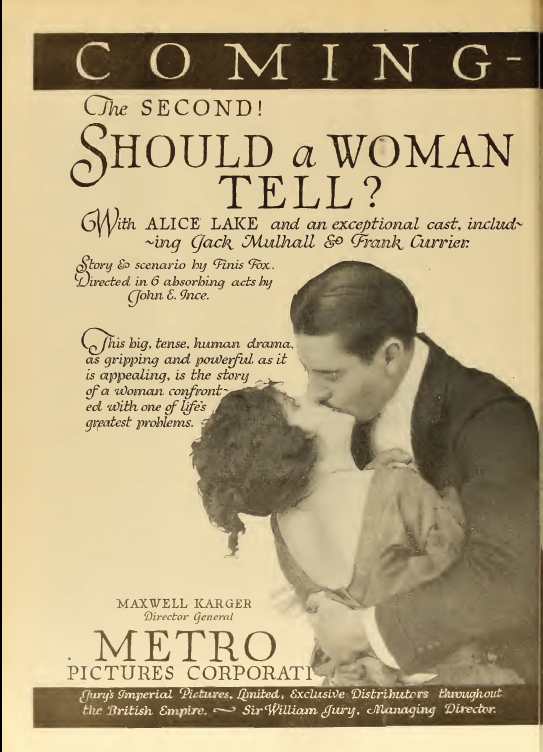
Film Daily, 1919.

## Fiche technique
- Titre original : Should a Woman Tell?
- Titre français : La Rose messagère
- Réalisation : John Ince
- Scénario : Finis Fox
- Photographie : Sol Polito
- Direction artistique : Amos Myers
- Montage : Edward McDermott
- Société de production : Screen Classics
- Société de distribution : Metro Pictures Corporation (USA)/ Édition Phocéa (France)
- Pays de production :  États-Unis
- Langue originale : anglais
- Format : noir et blanc — 35 mm — 1,33:1 — Film muet
- Genre : drame
- Durée : 60 minutes - 6 bobines
- Dates de sortie : 
  - États-Unis : 28 décembre 1919
  - France : 20 mai 1921

## Distribution
- Alice Lake : Mary Manchester
- Frank Currier : Mr. Maxon
- Jack Mulhall : Albert Tuley
- Relyea Anderson : Mrs. Maxon
- Lydia Knott : Clarissa Sedgwick
- Don Bailey : le docteur
- Jack Gilbert : le vilain
- Richard Headrick : Maxon Boy
- Carol Jackson : fille Maxon